# Eucanthus greeni
Eucanthus greeni es una especie de coleóptero de la familia Geotrupidae.

## Distribución geográfica
Habita en México  y América del Norte.